# Lee Yun-gi
Lee Yun-gi (Hangul: 이윤기, 3 mai 1947 - 27 august 2010) a fost un scriitor și traducător multipremiat din Coreea de Sud.

## Biografie
Lee Yun-gi s-a născut în Gyeongsangbuk-do, Coreea, pe 5 mai 1947. Deși Lee Yun-gi (1947~ ) și-a făcut oficial debutul literar în 1977 și a publicat primul volum de povestiri, Elicopterul alb, în 1988, a dobândit o recunoaștere națională ca scriitor de ficțiune abia la mijlocul anilor 1990. În primii douăzeci de ani ai carierei sale, Lee a fost cunoscut mai ales ca un prolific traducător, iar în momentul apariției primului său roman, Porțile Cerului, în 1994, el tradusese și publicase peste 150 de cărți, inclusiv Numele trandafirului și Pendulul lui Foucault de Umberto Eco.

## Activitatea literară
Lee Yun-gi își folosește cunoștințele sale de mitologie pentru a construi narațiuni bogate în simboluri și în metafore. Experiența sa de traducător, care necesită o atenție la semnificația exactă a fiecărui cuvânt, conferă limbii precizie și acuratețe. Scrierile sale conțin o mare cantitate de dialog. Deși scriitorii coreeni tind să se concentreze mai mult pe descrieri decât pe dialoguri, Lee Yun-gi se bazează mai mult pe dialoguri în construirea narațiunii. Dialogurile sale sunt concise, dar semnificative și atât de dinamice încât cititorii își imaginează de multe ori că ascultă o conversație reală.
În lucrările sale, Lee se concentrează pe înțelegerea diferitelor forme de viață prin comunicarea cu ceilalți și, astfel, susține viața. Atitudinea lui Lee față de viață este marcată de un sentiment de generozitate și optimism. El nu se plânge de cruzimea vieții, nu devine frustrat de greutăți și nu disperă în contactul cu josnicia naturii umane. Mai degrabă decât să expună problemele existente în viață, el se concentrează pe rezolvarea lor prin opera sa. Lee folosește adesea aforisme — mai vechi sau mai noi, scrise de autor și plasate strategic pe tot parcursul textului — care încearcă să-și exprime un anumit adevăr universal cu privire la viață. O altă caracteristică a ficțiunii lui Lee este umorul și inteligența. Lee își folosește cunoștințele sale de istorie, mitologie și cultură atât orientală, cât și occidentală.
În 1998 Lee a obținut Premiul Literar Dong-in și în 2008 a câștigat Premiul Literar Daesan și Premiul pentru traducere în limba coreeană.

## Scrieri în coreeană (selecție)
Volume de povestirii
- White Helicopter (Hayan hellikopteo) (1977), Seeing One Road,
- Seeing Two Roads (Oegil bogi, dugil bogi)
- Butterfly Necktie (Nabi nektai) (1995)

Romane
- Gate to Heaven (Haneurui mun) (1994)
- Sunlight and Moonlight (Haetbitgwa dalbit) (1996)
- An Offspring of Love (Sarangui jongja)
- House Where Trees Pray (Namuga gidohaneun jip) (1999)

Colecții de eseuri
- School for Adults (Eoreunui hakgyo)
- Rainbow and Prism (Mujigaewa peuriseum)

Traduceri
- Numele trandafirului (Jangmiui ireum)
- Pendulul lui Foucault (Pukoui jinja),
- Insula din ziua de ieri (Jeonnarui seom) de Umberto Eco
- Șamanism (Shamaniseum) de Mircen Eliade
- Metamorfoze (Byeonsin iyagi) de Ovidiu
- Men and Symbols (Ingangwa sangjing) de Carl Jung

## Premii
- Premiul Literar Dong-in (1998)
- Premiul Literar Daesan (2008)
- Premiul pentru traducere în limba coreeană (2008)